# Sponde
Sponde /'spon.de/, cunoscut și sub numele de Jupiter XXXVI, este un satelit natural al lui Jupiter . A fost descoperit de o echipă de astronomi de la Universitatea din Hawaii condusă de Scott S. Sheppard⁠(d) în 2001 și a primit denumirea temporară S/2001 J 5 .  
Sponde are un diametru de aproximativ 2 kilometri și orbitează în jurul lui Jupiter la o distanță medie de 24.253.000 km în 734,89 zile, la o înclinație de 154° față de ecliptică (156° față de ecuatorul lui Jupiter), în sens retrograd și cu o excentricitate de 0,443.
A fost numită în august 2003 după una dintre Ore, care a prezidat ceasul al șaptelea (libatii turnate după prânz).  Orele, zeițele vremii, dar și ale anotimpurilor, erau fiicele lui Zeus (Jupiter) și Themis .
Aparține grupului Pasiphae, sateliți retrograzi neregulați  care orbitează în jurul lui Jupiter la distanțe cuprinse între 22,8 și 24,1 Gm și cu înclinații cuprinse între 144,5° și 158,3°.